# Elymnias kanekoi
Elymnias kanekoi är en fjärilsart som beskrevs av Anon 1980. Elymnias kanekoi ingår i släktet Elymnias och familjen praktfjärilar. Inga underarter finns listade i Catalogue of Life.